# Linköpings simidrottsförenings vattenpololag
Linköpings SF Vattenpololag, även kallat LSF, är ett vattenpololag från Linköping, Östergötland, Sverige. LSF grundades den 19 november 2009, efter en utbrytning från simklubben, LASS. LSF:s färger är blå, orange och vit. Klubben spelar för närvarande i, Elitserien (vattenpolo), som är den högsta divisionen i Sverige. Säsongen 2014/2015, slutade LSF på en andraplats efter att ha förlorat finalen mot Järfälla med 10-13.

## Arena
LSF spelar sina hemmamatcher på Tinnerbäcksbadet, Linköping.

## Meriter
- Elitserien (vattenpolo):
  - SM-Guld (1): 2016[1]
  - SM-silver (2): 2013, 2015[1]
  - SM-brons (1): 2017

- SM i Beachvattenpolo:
  - SM-guld (7): 2014, 2015, 2016, 2017, 2018, 2019, 2022[2]
  - SM-silver (1): 2013

## Rekord
- Största ligavinsten: 32-5 v SKK, 23-01-2016[3]
- Mest mål gjorda av en spelare under samma match: 8 mål, Henrik Palm, mot KSS, 12-12-2015
- Mest gjorda mål under 1 säsong: 64 mål, Hans Zdolsek, season 2015/2016 [4][5]